# Locomotiva LNER A2 Peppercorn
Le locomotive del gruppo A2 Peppercorn della London & North Eastern Railway (LNER) sono state un tipo di locomotive a vapore progettate per il traino dei treni viaggiatori espressi ed entrate in servizio tra il 1947 e il 1948.

## Costruzione
Il progetto fu sviluppato da Arthur Peppercorn, chief mechanical engineer (CME) della LNER dal 1946 al 1949 in parallelo a quello delle locomotive del gruppo A1 Peppercorn.
La prima unità consegnata del gruppo A2 Peppercorn fu la LNER 525 A. H. Peppercorn, che uscì d'officina nel dicembre 1947. Tutti gli esperti notarono subito la sua modernità progettuale.
| Numerazione della LNER (1946) | Numerazione della BR | Anno |
| ----------------------------- | -------------------- | ---- |
| 525                           | 60525                | 1947 |
| 526–531                       | 60526–31             | 1948 |
| —                             | 60532–39             | 1948 |

Il progetto introdusse caratteristiche di rilievo come il doppio eiettore Kylchap, un dispositivo per l'eliminazione automatica dei prodotti della combustione e l'illuminazione elettrica. Il gruppo A2 dimostrò immediatamente la bontà del progetto distinguendosi per produzione di vapore e per economicità.
Le prime due unità consegnate ebbero l'ultimo schema di verniciatura in verde della LNER, che nel 1948 fu applicato anche alle altre 13 macchine. Nel corso del 1949 tutte ricevettero lo schema normale in verde della BR.

## Elenco delle unità
Solo l'unità n. 525 fu costruita prima della cessazione della LNER. Tuttavia anche le unitò da 526 a 531 ricevettero la numerazione LNER adottata nel 1946. Dalla 60532 in poi tutte le altre ricevettero la numerazione delle BR, corrispondente a quella della LNER aumentata di 60000. Vennero denominate dopo la corsa di prova ufficiale.
| Numerazione della LNER | Numerazione delle BR | Nome             | Entrata in servizio | Radiazione dal servizio |
| ---------------------- | -------------------- | ---------------- | ------------------- | ----------------------- |
| 525                    | 60525                | A. H. Peppercorn | dicembre 1947       | marzo 1963              |
| 526                    | 60526                | Sugar Palm       | gennaio 1948        | novembre 1962           |
| 527                    | 60527                | Sun Chariot      | gennaio 1948        | aprile 1965             |
| 528                    | 60528                | Tudor Minstrel   | febbraio 1948       | giugno 1966             |
| 529                    | 60529                | Pearl Diver      | febbraio 1948       | dicembre 1962           |
| 530                    | 60530                | Sayajirao        | marzo 1948          | novembre 1966           |
| 531                    | 60531                | Bahram           | marzo 1948          | dicembre 1962           |
| —                      | 60532                | Blue Peter       | marzo 1948          | dicembre 1966           |
| —                      | 60533                | Happy Knight     | aprile 1948         | giugno 1963             |
| —                      | 60534                | Irish Elegance   | aprile 1948         | dicembre 1962           |
| —                      | 60535                | Hornets Beauty   | maggio 1948         | giugno 1965             |
| —                      | 60536                | Trimbush         | maggio 1948         | dicembre 1962           |
| —                      | 60537                | Bachelors Button | giugno 1948         | dicembre 1962           |
| —                      | 60538                | Velocity         | giugno 1948         | novembre 1962           |
| —                      | 60539                | Bronzino         | agosto 1948         | novembre 1962           |

## Esercizio
Inizialmente le A2 furono assegnate ai depositi della East Coast Main Line (da Peterborough a Haymarket). Nel 1949 cinque furono assegnate alla linea Edimburgo-Dundee-Aberdeen, e si dimostrarono ottime per il suo tracciato caratterizzato da ripide livellette e da strette curve. Le A2 furono assegnate anche alle linee irradiantesi dai depositi di Perth, Glasgow, Carlisle, Newcastle-upon-Tyne e occasionalmente anche più a sud. Nel 1963 le unità 60525, 60530 e 60535 oltrepassarono il confine fra le giurisdizioni della ex LNER e della ex London, Midland & Scottish Railway e vennero assegnate a uno dei depositi di Glasgow, Polmadie. Inoltre sostituirono le locomotive del gruppo Coronation della ex LMS sulla linea ferroviaria ex Caledonian a Carlisle.
Il canto del cigno delle A2 Peppercorn avvenne nella Scozia orientale all'inizio degli anni sessanta, con molti servizi memorabili nella zona di Aberdeen. Nel 1961 a Stoke (Lincolnshire) la 60526 Sugar Palm raggiunse le 101 mi/h (162,543744 km/h) La radiazione del gruppo A2 Peppercorn s'iniziò nel 1962.

## Radiazione
La radiazione dal parco avvenne fra il 1962 e il 1966. Le ultime tre unità, 60528 Tudor Minstrel, 60530 Sayajirao e 60532 Blue Peter furono ritirate nel giugno 1966.
| Anno | Quantità in servizio al 1º gennaio | Quantità delle radiate | Numeri delle locomotive | Note |
| ---- | ---------------------------------- | ---------------------- | ----------------------- | ---- |
| 1962 | 15                                 | 8                      | 60526/29/31/34/36–39    |      |
| 1963 | 7                                  | 2                      | 60525/33                |      |
| 1964 | 5                                  | 0                      | —                       |      |
| 1965 | 5                                  | 2                      | 60527/35                |      |
| 1966 | 3                                  | 3                      | 60528/30/32             |      |

## Conservazione museale
Una locomotiva è stata conservata: la 60532 Blue Peter.